# Giulia de Médicis
Giulia de Médicis , née le 5 novembre 1535 à Florence et morte en 1588 dans la même ville, est la fille illégitime d'Alexandre de Médicis, duc de Florence, et de Taddea Malaspina.
À la suite de l'assassinat de son père, elle est élevée à la cour de Cosme Ier de Toscane et se marie avantageusement deux fois.

## Jeunesse
Giulia Romola est probablement baptisée à Florence le 5 novembre 1535. Aux alentours de cette date, son père commande un portrait de lui-même dessinant un profil féminin à la pointe d'argent. Les historiens de l'art pensent que le portrait a peut-être été conçu comme un cadeau pour sa maîtresse, Taddea Malaspina, pour commémorer la naissance de leur deuxième enfant, Giulia. Giulia a également un frère aîné, Giulio de Médicis, et au moins une demi-sœur, Porzia de Médicis.
Après l'assassinat de son père en 1537 et la lutte pour le pouvoir qui s'ensuit parmi les Médicis pour le contrôle de Florence et de la famille, Giulia et son frère Giulio sont enlevés à leur mère et placés sous la tutelle du successeur d'Alexandre, Cosme Ier de Toscane. Cosme promet de bien les traiter et leurs chambres sont aussi opulentes que celles de ses propres enfants. Maria Salviati, la mère de Cosme Ier, supervise leur éducation et veille anxieusement au chevet de Giulia lorsqu'elle tombe malade en février 1542. Giulia survit à la fièvre, mais sa compagne de jeux, la fille illégitime de Cosme Ier, Bia de Médicis, meurt à l'âge de cinq ans.
En grandissant, Giulia est complètement intégrée à la vie à la cour et est brillamment éduquée, comme les filles de Cosme. Autant d'attention est accordée à son apparence qu'à celle des filles du grand-duc. Par exemple, quand elle a douze ou treize ans, l'épouse de Cosme, Eléonore de Tolède, se met en colère parce que la cape de Giulia n'est pas décorée aussi somptueusement qu'elle l'avait commandée. Les courtisans font remarquer que la jeune Giulia est « l'image de son père ».
L'illégitimité de Giulia n'est pas considérée comme un désavantage à la cour. Le fait qu'elle descende de la branche principale des Médicis est honorée et l'assassinat de son père est comparé à l'assassinat de Jules César par Brutus. De plus, Giulia est par sa mère liée au pape Innocent VIII ainsi que la nièce de la marquise de Massa. Elle affiche une grande fierté de sa lignée familiale et une grande confiance en elle.

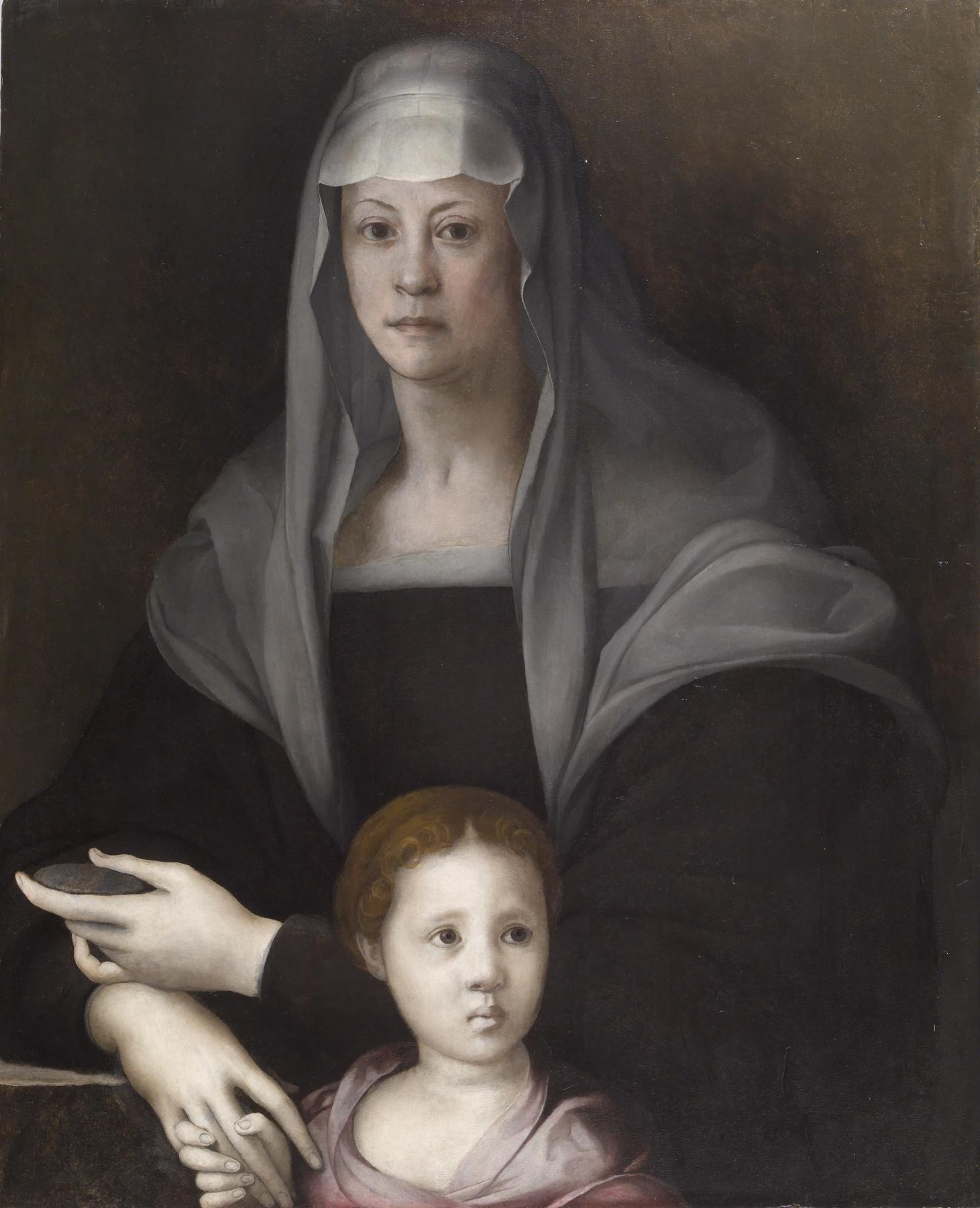
Giulia de Médicis enfant avec Maria Salviati dans un tableau de Pontormo.

Giulia est probablement l'enfant représentée dans un portrait de Pontormo qui montre Maria Salviati avec un jeune enfant. Son image n'est détectée qu'en 1937.
Certains historiens de l'art ont autrefois identifié l'enfant comme étant un jeune Cosme Ier de Toscane, mais il est maintenant généralement admis qu'il s'agit de Giulia. L'enfant du portrait semble être une petite fille, plutôt qu'un garçon, et son expression est anxieuse. Maria Salviati, qui est habillée sobrement comme il sied à une veuve, abrite l'enfant vulnérable contre elle. L'historienne de l'art Gabrielle Langdon soutient que le comportement de la jeune fille dans le portrait est différent de celui auquel on aurait pu s'attendre pour Cosme, dont la famille a anticipé son rôle de dirigeant fort dès ses premiers jours. C'eût été à l'avantage de Cosme de commander un portrait représentant sa mère comme une veuve exemplaire, élevant affectueusement la fille orpheline de son prédécesseur. De plus, les lèvres charnues de l'enfant, son nez rond et ses cheveux bouclés aux reflets roux ressemblent peu aux portraits connus de Cosme dans son enfance, et ressemblent plus aux portraits du jeune Alexandre. D'autres filles à peu près du même âge qui sont à la cour pendant cette période ne ressemblent pas non plus à l'enfant du portrait. Cette peinture fait partie de la collection permanente du Walters Art Museum à Baltimore.
Maike Vogt-Lüerssen affirme cependant dans un article de Medicea - Rivista interdisciplinare di studi medicei que l'enfant du portrait est en fait la petite-fille de Marie Salviati, Bia de Médicis. Elle estime que l'enfant ne ressemble pas au portrait connu de Giulia de Médicis adulte et que la relation entre Maria Salviati et Giulia n'est pas assez étroite pour justifier un portrait. La plupart des portraits de groupe représentent en effet des personnes ayant des liens de sang étroits.

## Mariages
Cosme lui arrange un mariage avantageux avec Francesco Cantelmo, duc de Popoli, en 1550, alors qu'elle a environ quinze ans, et lui fournit une dot très importante.
Pendant son veuvage, elle séjourne souvent au couvent des Augustins de San Clemente à San Gallo, dont sa sœur Porzia est l'abbesse. Giulia est la protectrice de ce couvent ainsi que d'autres couvents augustins.
Un deuxième mariage avantageux est arrangé pour elle peu après avec Bernadetto de Médicis, cousin germain de Cosme Ier. Elle l'épouse le 14 août 1559. Leur fils Alexandre naît le 17 décembre 1560. Les premières années de leur mariage, ils vivent somptueusement et elle accompagne peut-être son mari en mission diplomatique.
Dans les années 1560, sa relation avec Cosme s'est peut-être refroidie lorsqu'elle insiste pour être traitée comme l'égale de la maîtresse de Cosme Ier, Camilla Martelli, qui est considérée avec dédain à la cour. D'autres sources indiquent qu'elle et son mari sont toujours en bons termes avec la cour lorsqu'ils s'installent à Naples en 1567. Ils y font l'acquisition du titre et des terres de la principauté d'Ottaviano que leurs descendants détiennent toujours aujourd'hui.